# Chondrosum eriostachyum
Chondrosum eriostachyum är en gräsart som först beskrevs av Jason Richard Swallen, och fick sitt nu gällande namn av Clayton. Chondrosum eriostachyum ingår i släktet Chondrosum och familjen gräs. Inga underarter finns listade i Catalogue of Life.